# 納瓦布·薩法維

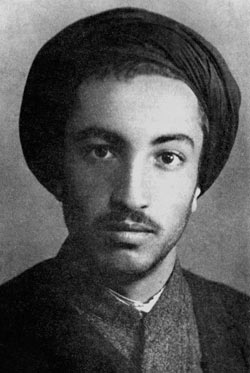
伊斯蘭敢死隊首腦納瓦布·薩法維

賽義德穆吉塔巴·納瓦布·薩法維（波斯語：‎，1924年10月9日—1956年1月18日），出生時取名穆吉塔巴·米爾-劳希（波斯語：‎），是伊斯蘭敢死隊的創始人。該組織涉及刺殺多位知名的伊朗人，主要是支持巴列维王朝沙阿政府的政治人物。

## 早年生活
薩法維在1924年出生於加尼亞巴德（德黑蘭南部）一個顯赫的宗教家族。他在德黑蘭接受初等教育，讀完八年級之後離校，他的父親在這個時候逝世。後來，他在伊拉克納傑夫就讀，在胡齊斯坦省阿巴丹的石油設施裡工作過一段時間。據稱他的相貌堂堂，言談「具誘惑力」。他在後來改稱納瓦布·薩法維，意思是薩菲王朝的代表，以表自己對這個什葉派王朝的認同。

## 生涯
薩法維在1945年創立伊斯蘭敢死隊，開始招募志同道合之士。就像穆斯林兄弟會，薩法維認為伊斯蘭社會需要淨化，他策劃縝密的刺殺計劃，以消滅伊斯蘭教「腐敗的個別人士」，通常是伊朗政府的總理。
阿米爾·塔赫里稱薩法維把「阿亞圖拉霍梅尼及他們的思想介紹給穆斯林兄弟會」，他與霍梅尼「長時間一起」進行討論，在1943年至1944年間多次拜訪身在庫姆的霍梅尼。不過，事實上穆斯林兄弟會是遜尼派的原教旨主義組織，與什葉派勢成水火，並視之為異端，這個說法有所矛盾。
薩法維及伊斯蘭敢死隊是刺殺或刺殺未遂政客阿卜杜勒侯賽因·哈茲爾、侯賽因·阿拉、哈吉·阿里·拉茲馬拉及史學家艾哈邁德·卡斯拉維的始作俑者。
薩法維及伊斯蘭敢死隊與阿亞圖拉阿布-卡西姆·卡沙尼的關係緊密，支持穆罕默德·摩薩台的民族陣線，但並非他們的一份子。薩法維協助卡沙尼策劃針對總理艾哈邁德·蓋瓦姆的罷市、支持巴勒斯坦阿拉伯人的公眾集會及1948年針對總理阿卜杜勒侯賽因·哈茲爾的一次暴力示威。當沙阿委任摩薩台出任總理之後，薩法維要求政府趕走英國人，並應「心懷榮幸及尊敬地」釋放刺殺拉茲馬拉的刺客，但這些要求都沒有得到回應。薩法維宣稱「我們與卡沙尼的民族陣線決裂已無法挽回，他們承諾會按照古蘭經建立一個伊斯蘭國家，但他們反而囚禁我們的弟兄」。
薩法維與卡沙尼及穆薩台的關係變得緊張。在1951年5月10日，薩法維聲言道：「我請穆薩台、民族陣線的其他成員及阿亞圖拉卡沙尼接受民族的審判。」

## 被捕及處死
一心推動石油產業國有化的摩薩台認為這些活動是「干擾」。他在1951年6月8日下令拘捕薩法維，直至1953年2月獲釋。摩薩台在六個月後被政變推翻，薩法維與卡沙尼都支持推翻摩薩台的政變，「在政變隨後的數年，薩法維與法茲盧拉·扎赫迪政府和法院保持緊密的關係」。到1955年，伊朗政府顯然無意嚴格執行伊斯蘭教法及把伊朗伊斯蘭化，反而更加親近西方。11月22日，薩法維與多名追隨者行刺侯賽因·阿拉不果之後被捕。經過一次簡易的審判之後，薩法維與另外三名伊斯蘭敢死隊成員在12月25日被處決，宗教權貴未有介入。

## 註腳
1. ↑  .   [2023-01-16]. （原始内容存档于2023-01-05）.
2. ↑  .   [2023-01-16]. （原始内容存档于2023-01-05）.
3. ↑  Jahanbegloo 2004，第72頁
4. ↑  Taheri 1986，第98頁
5. ↑  Arjomand 1984，第160頁
6. ↑  Rāhnamā & Nuʻmānī 1990，第75頁
7. ↑  Taheri 1986，第98、102頁
8. ↑  Afkhami 2008，第370頁
9. ↑  Jahanbegloo 2004，第71頁
10. ↑  Abrahamian 1982，第258-259頁
11. ↑  Wallace & Wallace 1951，第203頁
12. ↑  Arjomand 1984，第165頁
13. 1 2  Behdad 1997，第40-65頁